# Clemens Pfau
William Clemens Pfau (* 20. April 1862 in Rochlitz; † 25. Juli 1946 ebenda) war ein deutscher Heimatforscher.

## Leben
Clemens Pfau war der Sohn des Rochlitzer Rats- und Amtmaurermeisters, der nach einem Entwurf von Eduard Heuchler den Turm auf dem Rochlitzer Berg errichtete. Pfau besuchte das Gymnasium in Borna und studierte anschließend an der Universität Leipzig von 1881 an Germanistik, Geschichte und Sprachen. 1884 wechselte er an die Universität Jena, wo er bereits 1885 seine Dissertationsschrift verfasste. Anschließend studierte er in Genf weiter und kam 1886 an die Universität Leipzig zurück. 1887 erwarb er das Staatsexamen für das höhere Schulamt und fand eine Anstellung
an der Realschule Rochlitz.
Neben seiner Lehrtätigkeit befasste er sich intensiv mit der Geschichte seiner Heimat. Von 1890 bis zu ihrer Auflösung 1898 übernahm er die Leitung der seit 1879 bestehenden Pflegschaft mit dem Germanischen Nationalmuseum in Nürnberg. 1892 gründete er den Rochlitzer Geschichts- und Altertumsverein, dessen Vorstand er wurde. Diesem übereignete er einen Teil seiner Sammlung, was den Grundstock für das spätere Museum im Schloss bildete. 1893 konnte er seine Sammlung in der ehemaligen Schlosskapelle unterbringen. Die Sammlungsstücke waren im Wesentlichen Funde zur Besiedlungsgeschichte der Heimat und reichten von verschiedenen Steingut- und Keramikfundsachen bis hin zu Hausrat und Waffen.
1912 ging er nach Waldheim und wurde stellvertretender Direktor des dortigen Realprogymnasiums. Auch hier beschäftigte er sich mit der lokalen Geschichte. Als sein Sohn Otto 1915 im Ersten Weltkrieg fiel, richtete er am Gymnasium die Otto-Pfau-Stiftung zur Unterstützung von Schülern ein. In Waldheim unterrichtete er bis 1918. Dann musste er sich wegen eines Augenleidens in den Ruhestand versetzen lassen.
Er kehrte zurück in sein Elternhaus nach Rochlitz und widmete sich fortan als Freischaffender seiner wissenschaftlichen Arbeit. Von 1922 bis 1930 war er nochmals Vorstand des Rochlitzer Geschichtsvereins.

## Veröffentlichungen (Auswahl)
Pfau verfasste insgesamt über 550 Veröffentlichungen zur Vergangenheit seiner Heimat. Die meisten erschienen im Rochlitzer Tageblatt und wurden dann als Sonderdrucke herausgegeben. Die Deutsche Nationalbibliothek weist insgesamt 126 Arbeiten Pfaus nach, die meisten als solche Sonderdruckhefte.
- Das gotische Steinmetzzeichen. Seemann, Leipzig 1895.
- Topographische Forschungen über die ältesten Siedlungen der Rochlitzer Pflege. Druck M. Bode, Rochlitz 1900. (Neuauflage: Rarebooksclub.com 2012, ISBN 978-1-235-47486-6).
- Grundzüge der älteren Geschichte des Dorfes Seelitz und seiner Kirche. Bode, 1902.
- Grundriß der Chronik über das Kloster Zschillen : Mit Untersuchungen über die vor- und frühgeschichtliche Zeit der Wechselburger Gegend, sowie über das Gebiet des Rochlitzer Gaues oder Zschillner Archidiakonats. Druck Melzer, Rochlitz 1909.
- Der Rochlitzer Berg und sein Friedrich-August-Turm. Rochlitz 1910, urn:nbn:de:bsz:14-db-id18955115428.
- Heines Rochlitzer Chronik. Vetter, Rochlitz 1921.
- Beiträge zur Geschichte des Rochlitzer Gerichtswesens. Ernst Vetter, Rochlitz i.Sa. 1932.

Zu den Verdiensten Pfaus zählt, dass er als einer der Ersten in Sachsen die Notwendigkeit einer staatlichen Aufsicht über die Bodendenkmäler vertrat.

## Ehrungen
- 1912, zu seinem 50. Geburtstag, verlieh ihm die Stadt Rochlitz die Ehrenbürgerwürde
- Zu seinem 70. Geburtstag 1932 wurde der Platz am ehemaligen Hospital, an dem sein Elternhaus steht, als Clemens-Pfau-Platz benannt.